# Erik Vendt
Erik Vendt (* 9. Januar 1982 in North Easton, Massachusetts) ist ein US-amerikanischer Freistil- und Lagenschwimmer.

## Werdegang
Erik Vendt lebt in Ann Arbor und studiert an der University of Southern California. Er wird von Bob Bowman trainiert und startet für den Club Wolverine. Schon 1998 gewann er über 400 und 1500 m Freistil seine ersten US-Titel. Vendt startete bei den Olympischen Spielen 2000 in Sydney und gewann dort die Silbermedaille über 400 m Lagen. Über 1500 m Freistil, auf dieser Strecke war er auch US-Meister des Jahres, erreichte er ebenfalls das Finale, in dem er Sechster wurde. Auch bei den Weltmeisterschaften 2001 in Fukuoka gewann der US-Amerikaner Silber über 400 m Lagen. Den Titel holte er ebenso bei den US-Meisterschaften, wie den Titel über 1500 Meter Freistil. 2002 gewann Vendt zum vierten Mal den US-Titel über 1500 m Freistil und wurde Zweiter über die 400 m Freistil und Lagen.
Bei den Weltmeisterschaften 2003 in Barcelona gewann Vendt die Bronzemedaille über 1500 m Freistil. 2004 startete er zum zweiten Mal bei Olympischen Spielen. In Athen gewann er wie schon 2000 in Sydney die Bronzemedaille über 400 m Lagen, über 1500 m Freistil schied er schon im Vorlauf aus. 2006 wurde Vendt zum fünften Mal US-Meister über 1500 m Freistil. Zudem gewann er über diese Strecke bei den Pan-Pazifischen Meisterschaften in Victoria. Weniger erfolgreich verliefen die Weltmeisterschaften 2007 in Melbourne. Über 1500 m Freistil kam Vendt zwar ins Finale, wurde dort aber nur Achter und damit Letzter. Über 800 m Freistil schied er schon im Vorlauf aus.
Bei den US-Trials 2008 zur Qualifikation für die Olympischen Spiele in Peking erreichte Vendt nur wenige gute Ergebnisse. Über 200 m Freistil wurde er Sechster, über 400 m Freistil Dritter, über 1500 m Vierter. Damit qualifizierte er sich nur für Staffeleinsätze. Er wurde im Vorlauf der 4 × 200-m-Freistilstaffel eingesetzt und qualifizierte sich mit dieser für das Finale. Dort wurde er in der siegreichen Staffel nicht eingesetzt. Vendt ist US-Rekordhalter über 1500 m Freistil.